# Ilie Lupu (profesor)
Ilie Lupu (n. 1938, Colincăuți, județul interbelic județul Hotin, România) este profesor universitar la Universitatea de Stat a Moldovei, matematician, autor al unor studii de istorie a matematicilor și matematică elementară, șef al biroului de partid al facultății de fizică și matematică a USM în anii '70 ai secolului XX. Este tatăl lui Marian Lupu, parlamentar și speaker al Parlamentului Republicii Moldova.
Matematicianul Ilie Lupu a muncit câțiva ani la Universitatea de Stat „Alecu Russo” din Bălți în calitate de profesor universitar și în 2010 i-a fost acordat titlul de Doctor Honoris Causa pentru merite în domeniul matematicii. Ilie Lupu este a 24-a personalitate distinsă de universitatea bălțeană cu titlul de Doctor Honoris Causa. A susținut două teze și este unicul doctor habilitat din Moldova la „Teoria și metodologia instruirii în matematică”. Are în jur de 20 de publicații. A fost președintele Comisiei de experți din cadrul Consiliului național de acreditare și atestare din Republica Moldova. Soția sa este profesoară și șefa Catedrei de limbi moderne a Universității de Stat de Medicină și Farmacie „Nicolae Testemițanu” din Republica Moldova. 
În 2008 i-a fost conferit Ordinul „Gloria Muncii”, iar în 2016 Ordinul Republicii.

## Opera
- Biblus Arhivat în 5 martie 2016, la Wayback Machine.
- Catalogul BNRM Arhivat în 3 august 2009, la Wayback Machine. - (Nume persoană: Lupu, Ilie)